# Trolejbusy w Dreźnie
Trolejbusy w Dreźnie – drugi w historii po Haide-Bahn system trolejbusowy w Dreźnie. Został uruchomiony 8 listopada 1947 r. i obejmował dwie linie o łącznej długości tras 16,8 km. Ze względu na brak napraw sieci trakcyjnej i duże zużycie pojazdów Dresdner Verkehrsbetriebe (DVB) zlikwidowało trolejbusy 15 grudnia 1975 r. i zastąpiło je autobusami.

## Historia
Na wystawie „Drezno się buduje”, która odbyła się latem 1946 r. w budynku obecnego Muzeum Wojskowo-Historycznego Bundeswehry, organizatorzy zaprezentowali koncepcję rozwoju transportu miasta Drezna. Ruch wschód-zachód i północ-południe miał być poprowadzony obok wewnętrznego starego miasta nowo wybudowanymi ulicami; tramwaj miał kursować pod ziemią. Na zewnętrznej obwodnicy miała powstać linia trolejbusowa, z której odchodziłyby dalsze linie na przedmieścia. Przyszłość autobusów została całkowicie zakwestionowana.
Takie plany wynikały z braku dostępności dużej liczby posiadanych autobusów. Pojazdy albo wymagały naprawy, albo, jeśli były sprawne, służyły jako ciężarówki. Jednocześnie jednak okazało się, że fabryka Schumanna w Werdau posiada podwozia i wyposażenie elektryczne do trolejbusów. Za namową dyrektora generalnego DVB, Alfreda Bockemühla, do Drezna sprowadzono niektóre części oraz niezbędne elementy sieci trakcyjnej.

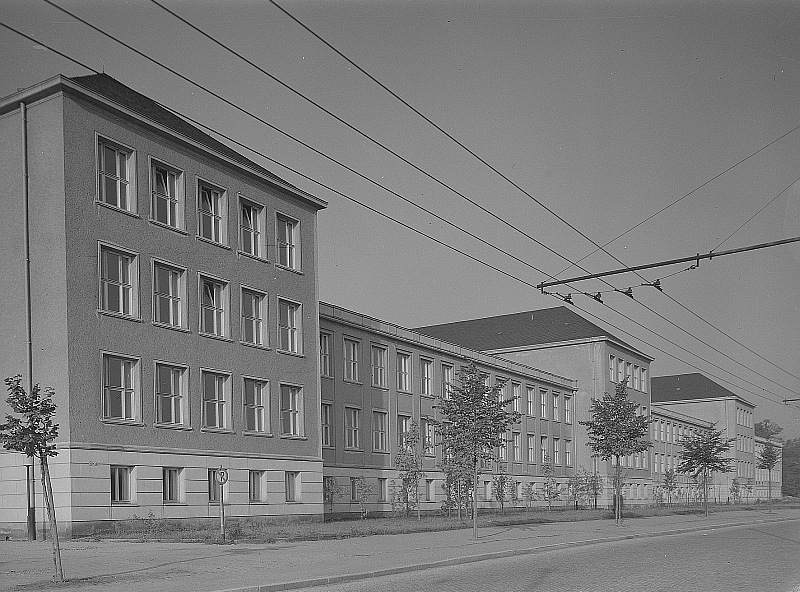
Przewody trakcyjne na Zellesche Weg w pobliżu budynków politechniki, 1962

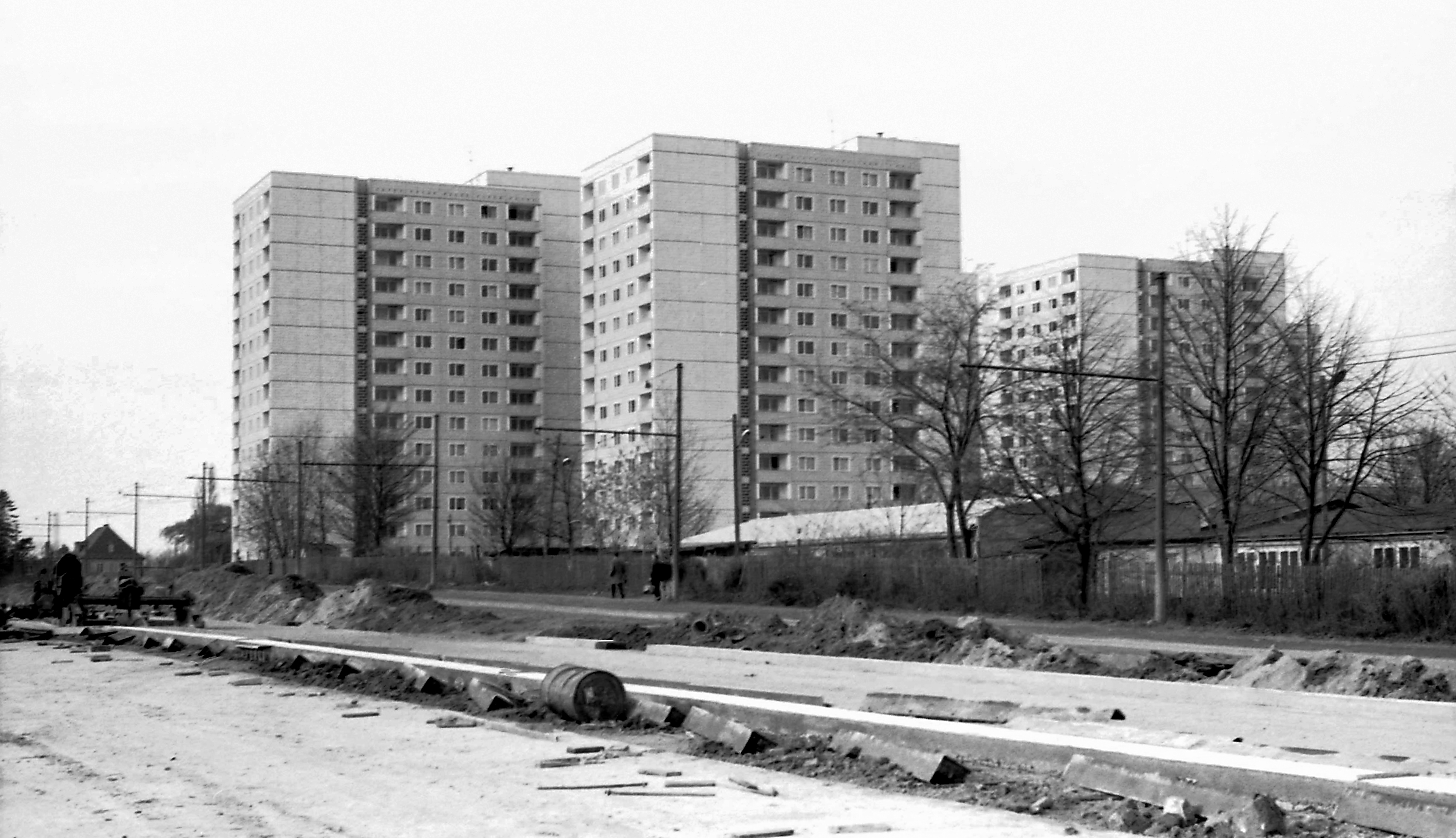
Przewody trakcyjne na Zellesche Weg w pobliżu budynków akademików, 1972

Budowa początkowo przebiegała powoli, aż do końca 1946 roku z powodu problemów z dostawą materiałów. Możliwe było wykonanie tylko 38% prac zaplanowanych na ten okres. Montaż słupów sieci trakcyjnej rozpoczął się wiosną 1947 roku. Tam, gdzie było to możliwe, zastosowano rozety mocowane do budynków. Trasa w dużej mierze pokrywała się z poprzednią trasą autobusu linii C. Ponieważ na Schillerplatz nie było odpowiedniego miejsca do zawracania, linia zaczynała się za Blaues Wunder na Körnerplatz. Do Strehlen pokrywała się z trasą autobusów, stamtąd wzdłuż Zellescher Weg biegła do kampusu Wyższej Szkoły Technicznej (od 1961 r. Uniwersytetu Technicznego). Przystanek końcowy znajdował się na Münchner Platz. Ułożono 19,5 km podwójnego przewodu i kilometr kabli. Przewody trolejbusowe przecinały tramwajowe w ośmiu miejscach.
Pierwszy trolejbus przybył do Drezna w kwietniu 1947 r. Dojazd do przystanku Blasewitz, gdzie stacjonowały pojazdy, początkowo nie posiadał sieci trakcyjnej, dlatego trolejbusy na tym odcinku holowano traktorami. 8 listopada 1947 r. uruchomiono linię C pomiędzy Körnerplatz i Münchner Platz. Z pięciu pojazdów, które do tego czasu przybyły do Drezna, trzy kursowały planowo co 20 minut, co na dłuższą metę okazało się niewystarczające. W listopadzie 1947 r. zamknięto odcinek przez George-Bähr-Straße do Münchner Platz, ponieważ dawny sąd okręgowy przy Münchner Platz stał się więzieniem wojskowym dla sowieckich sił okupacyjnych. Linia musiałaby w przeciwnym wypadku przebiegać tam przez dwa posterunki Armii Czerwonej. Pojazdy wkrótce musiały zostać odstawione ze względu na brak opon. W zamian za naczepę Opel Blitz firma Dresdner Straßenbahn AG otrzymała nowe opony, które wystarczyły do uruchomienia trzech trolejbusów. Aby nieco zwiększyć liczbę przewożonych pasażerów, rok później firma zakupiła trzy przyczepy. W 1949 r. sprowadzono jeszcze pięć trolejbusów z przyczepami.
Kolejnym etapem rozwoju trolejbusów była przebudowa linii tramwajowej z Bühlau do Weißig. W lutym 1949 początkowo zastąpiono ją autobusami. Jako linię trolejbusową otwarto ją 1 stycznia 1949 r. od Körnerplatz przez Grundstraße do Steglichstraße i dalej do Bühlau. Ponieważ stromy odcinek powodował, że trolejbusy z trudem podjeżdżały pod górę, 25 stycznia zrezygnowano z przedłużenia. Zamiast tego 1 listopada otwarto trasę Bühlau – Weißig, która była niezależna od reszty sieci. Została z nią połączona 16 maja 1950 r. Trolejbusy kursowały co kwadrans między Fritz-Foerster-Platz i Bühlau oraz co pół godziny do Weißig. Trasa trolejbusowa pomiędzy Bühlau i Weißig była początkowo projektowana wyłącznie jako jednokierunkowa i bez mijanek. Kiedy trolejbusy się spotkały, kierowca jednego z nich musiał odłączyć pałąki, przepuścić trolejbus z naprzeciwka, a następnie ponownie je podłączyć i ruszyć w dalszą drogę. Pętla w Weißig również nie posiadała mijanki; trzeba było tam odpowiednio przełożyć pałąki. W ciągu następnych kilku miesięcy rozwieszono sieć trakcyjną dla drugiego kierunku ruchu między Bühlau i Weißig i oddano ją do użytku do 8 grudnia 1951 r.
W kolejnych latach początkowo powiększano tabor poprzez zakup nowych trolejbusów i przyczep oraz odpowiednio zwiększano częstotliwość kursowania linii. Wymieniono także drewniane słupy trakcyjne na stalowe. Od 28 października 1957 r. w składach trolejbus+przyczepa konduktorzy pracowali wyłącznie w trolejbusach, obsługując z nich drzwi w przyczepach. Do przyczepy mogli wsiąść tylko posiadacze biletu okresowego, który należało okazać przy wsiadaniu.

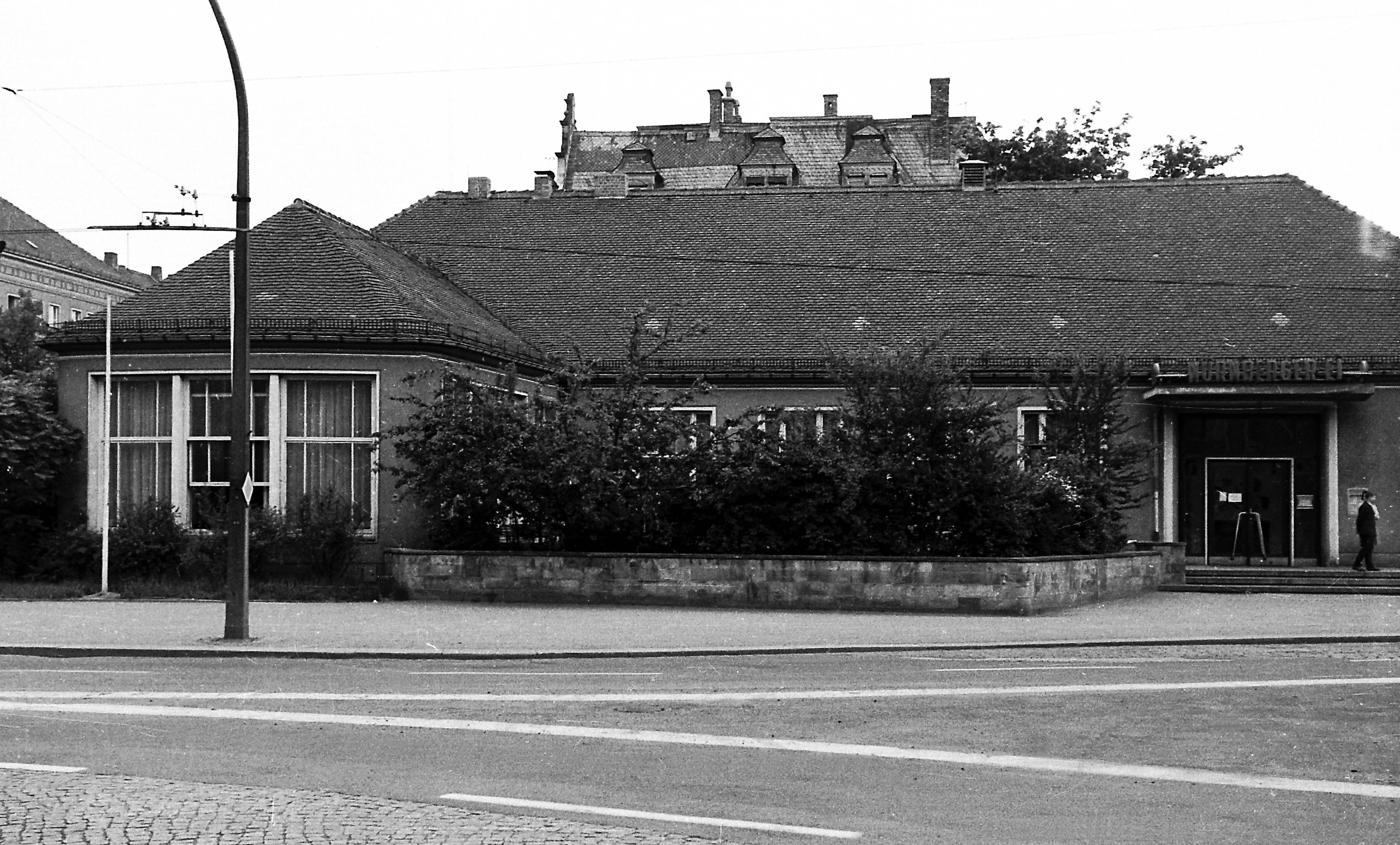
Sieć trakcyjna w Nürnberger Ei w kierunku mostu Nossner Brücke, 1968

Po stopniowej stabilizacji działalności od końca lat 50. XX wieku możliwe była ponowna rozbudowa systemu. 2 stycznia 1958 r. otwarto odcinek od Fritz-Foerster-Platz do Nürnberger Ei, 28 czerwca 1964 r. przedłużenie przez most Nossener Brücke do Willi-Ermer-Platz (dziś Ebertplatz) w Löbtau. W ten sposób drezdeńska sieć trolejbusowa osiągnęła swój największy zasięg. Długość tras wynosiła 16,8 km, długość przewodów trakcyjnych 73,83 km. Wraz z przedłużeniem sieci do Löbtau, linię C skrócono do Wyższej Szkoły Technicznej a przebieg linii nr 61 pomiędzy Willi-Ermer-Platz i Falkensteinplatz został zmieniony w taki sposób, że obie linie na niektórych odcinkach zaczęły się pokrywać. W 1965 r. linię C przemianowano na 62. 1 maja 1966 r. linie połączono pod numerem 61. Od tego czasu między Willi-Ermer-Platz a Bühlau trolejbusy kursowały co 5 minut, a dalej do Weißig co 15 minut. Nie zabrakło także dodatkowych kursów do Uniwersytetu Technicznego.
Ze względu na dużą liczbę pasażerów trolejbusy szybko ulegały wyeksploatowaniu. Ich wymiana nie była jednak możliwa, ponieważ zakłady Škoda, od których DVB – podobnie jak wszystkie inne firmy trolejbusowe w NRD – kupowały swoje pojazdy od 1958 r., tymczasowo wstrzymały produkcję trolejbusów. Niezależnie od tego, masowo produkowane przegubowe trolejbusy w państwach Radzie Wzajemnej Pomocy Gospodarczej można było zakupić dopiero pod koniec lat 70. XX wieku. Ponadto sieć trakcyjna nie była systematycznie naprawiana. Dlatego też na początku lat 70. XX wieku drezdeńskie przedsiębiorstwo transportowe zdecydowało się zastąpić trolejbusy autobusami. 3 września 1971 r. odcinek Bühlau – Weißig po raz ostatni obsługiwał trolejbus, a autobus wyjechał na tę trasę już następnego dnia. Następnie 15 lipca 1974 r. wyłączono z eksploatacji odcinek Willi-Ermer-Platz – Winterbergstraße a 1 lipca 1975 r. także Winterbergstraße – Schillerplatz. 28 listopada 1975 r. zamknięto pozostały odcinek od Schillerplatz przez Blaue Wunder i Grundstrasse do Bühlau, około południa ostatni trolejbus z Bühlau zjechał z Schillerplatz do zajezdni Blasewitz.

## Tabor

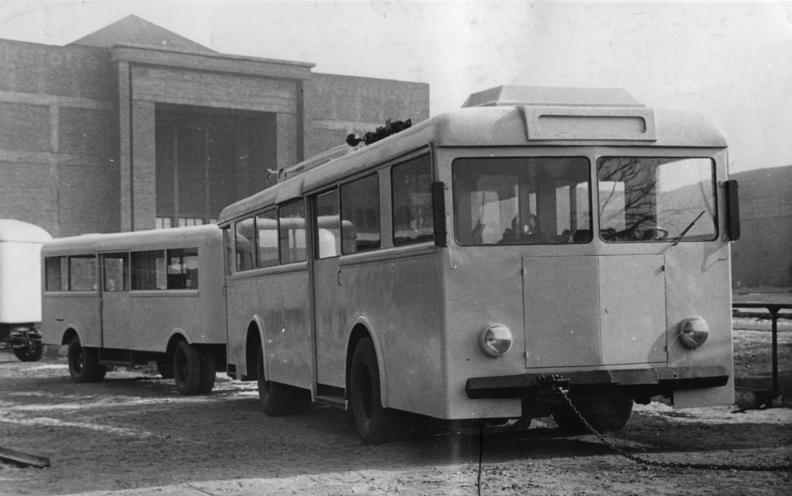
Wagon trolejbusowy z przyczepą, zaprezentowany na Targach Lipskich w 1949 roku. Pojazdy tego typu eksploatowano w Zwickau i Dreźnie.

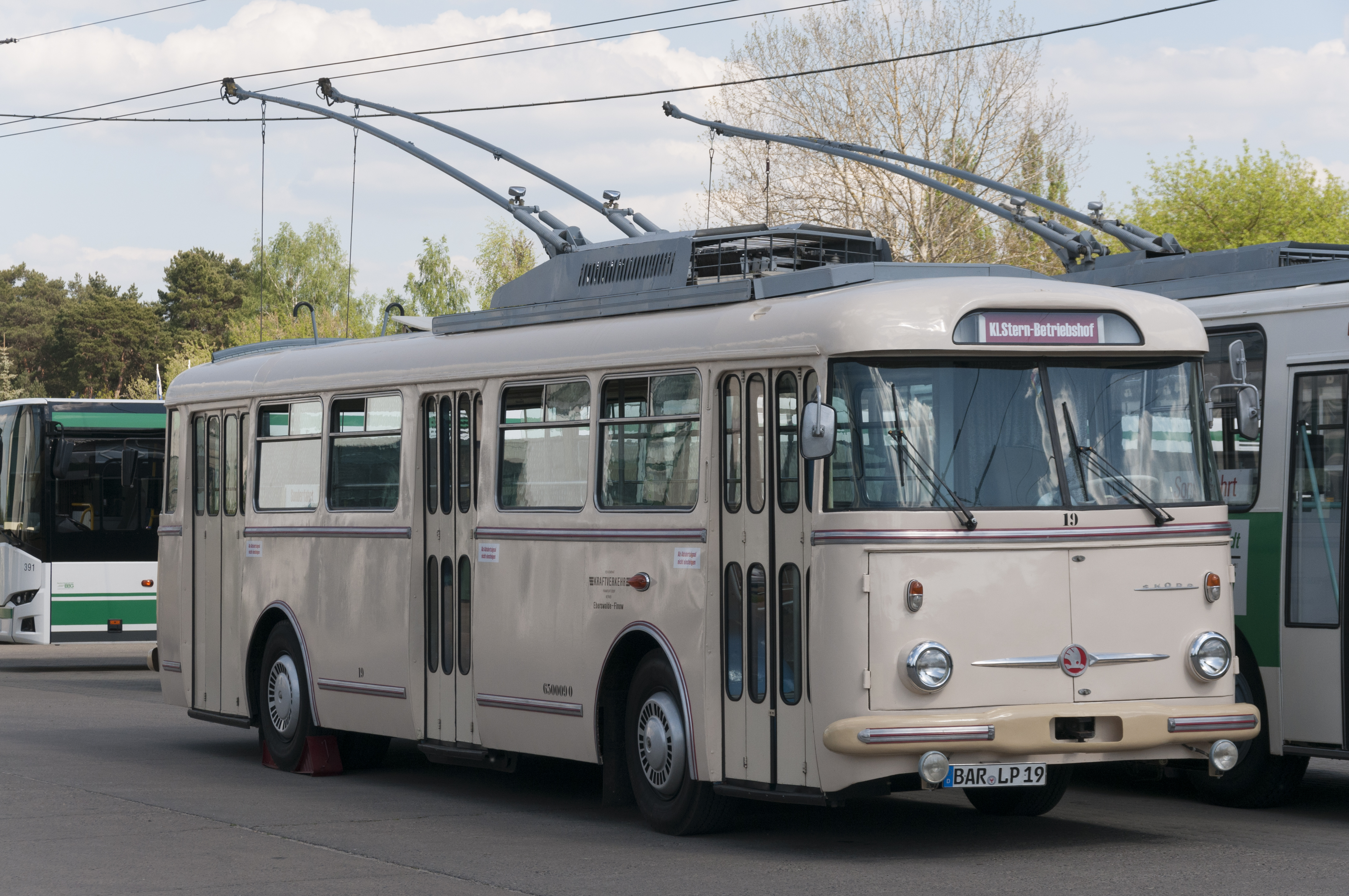
Škoda 9Tr (identyczna z eksploatowanymi w Dreźnie) jako pojazd historyczny w Eberswalde

Pierwsze trolejbusy pochodziły z zakładów Henschel i odpowiadały znormalizowanym wymiarom tzw. trolejbusów wojennych typu II (Kriegs-Einheits-O-Bus, KEO). Pojazdy pod koniec wojny znajdowały się w Werdau i były tam montowane przez zakłady Schumanna. Przed uruchomieniem systemu w 1947 r. do Drezna dostarczono pięć trolejbusów, ale z powodu braku opon można było eksploatować jednocześnie maksymalnie trzy z nich. Podczas podmiany uszkodzonego pojazdu należało najpierw zdjąć opony i zamontować je w podniesionym na podnośniku pojeździe rezerwowym, zanim mógł on wyjechać. Jednakże zakup trzech przyczep w 1948 r. umożliwił zwiększenie liczby przewożonych pasażerów. W 1948 r. zakupiono kolejne trzy trolejbusy, a w 1949 r. pięć trolejbusów i tyle samo przyczep, tak że w sumie w Dreźnie znajdowało się13 trolejbusów i 8 przyczep. Jeden z trolejbusów od razu został przeznaczony na części zamienne, zanim został włączony do ruchu w 1951 roku. Wyposażenie elektryczne trolejbusów było produkcji BBC, a przyczep Siemensa, co utrudniało naprawy.
Przekładnia ślimakowa i sterowanie elektropneumatyczne firmy Ansaldo okazały się problematyczne podczas eksploatacji przyczep. Jazda po stromej trasie sprawiała, że pojazdy regularnie osiągały granice wydajności. W 1952 r. firma otrzymała pierwsze przyczepy W700 od Waggonbau Bautzen, a następnie dziesięć przyczep W602 w latach 1953–1957. Wyposażenie elektryczne tych przyczep pochodziło z firm LEW „Hans Beimler” z Hennigsdorfu i okazało się tak dobre, że także starsze przyczepy zostały w nie wyposażone.
Po wstrzymaniu budowy trolejbusów w NRD miejscowe przedsiębiorstwa komunikacyjne kupowały pojazdy od czechosłowackiej Škody. Pierwszy trolejbus 8Tr przyjechał do Drezna w 1957 r. Ponieważ trolejbus nie był przeznaczony do jazdy z przyczepą, był używany głównie na dodatkowych brygadach. Od 1962 r. Škoda dostarczała ulepszoną wersję, 9Tr, która posiadała sprzęgi pozwalające na dołączenie przyczep. Do 1969 r. do Drezna przybyło łącznie 30 pojazdów tego typu, stopniowo zastępowały one starsze modele. W 1958 roku zakupiono siedem przyczep W701. Po zaprzestaniu produkcji tego typu dokupiono jeszcze dziesięć używanych. Ponadto w 1969 r. w Dreźnie pojawiło się 13 przyczep typu P-01 z polskich zakładów Jelcz.
Po likwidacji systemu trolejbusowego część pojazdów przekazano innym firmom. Przykładowo trzy 9Tr sprzedano do Eberswalde.
| Lata produkcji | Producent | Typ   | Liczba | Numery taborowe (od 1947) | Numery taborowe (od 1949) | Uwagi                                   |
| -------------- | --------- | ----- | ------ | ------------------------- | ------------------------- | --------------------------------------- |
| Trolejbusy     |           |       |        |                           |                           |                                         |
| 1947           | Henschel  | AU292 | 1      | 151                       |                           | wycofany w 1965                         |
| 1947           | Henschel  | NII   | 12     | 152–163                   | 252, 255, 257             | wycofywane w latach 1963–1968           |
| 1953–1956      | LOWA      | W602a | 10     | 164–173                   | 264–273                   | wycofane w 1970                         |
| 1952           | LOWA      | W602  | 1      | 174                       | 274                       | wycofany w 1970                         |
| 1958           | Škoda     | 8Tr   | 1      |                           | 174                       | sprzedany w 1962                        |
| 1959–1969      | Škoda     | 9Tr   | 17     |                           | 175–191                   | wycofywane w latach 1972–1975           |
| Przyczepy      |           |       |        |                           |                           |                                         |
| 1944–1950      | Schumann  |       | 15     | 101–115                   | 201–214                   | wycofane                                |
| 1952           | LOWA      | W700  | 8      |                           | 216–223                   | wycofywane w latach 1966–1970           |
| 1941–1942      | Schumann  | FE540 | 3      |                           | 502, 506, 507             | ex Lipsk, wycofywane w latach 1952–1956 |
| 1956–1960      | LOWA      | W701  | 10     |                           | 223–233                   | wycofane na przełomie 1975 i 1976       |
| 1969           | Jelcz     | P-01  | 13     |                           | 341–353                   | wycofane na przełomie 1973 i 1974       |